# Эвтерпа (журнал)
Эвтерпа (швед. Euterpe) — еженедельный журнал об искусстве, культуре и обществе на шведском языке, издававшийся с 1900 по 1905 в городе Хельсинки (тогда — Великое княжество Финляндское, Российская империя). 
Журнал был основан в 1900 году группой единомышленников, включая философа Рольфа Лагерборга (ставшего издателем журнала) и поэта Бертеля Грипенберга. «Эвтерписты» стремились ознакомить шведское меньшинство в Финляндии с последними тенденциями европейской культуры и искусства. Издание названо в честь Эвтерпы, древнегреческой музы лирической поэзии и музыки.
Считается первым финским журналом о музыке на шведском языке.
30 декабря 1905 года вышел 42-страничный прощальный номер «Эвтерпы», в котором отметились большинство публиковавшихся в журнале ранее авторов. Причиной закрытия журнала послужили финансовые трудности, низкое число подписчиков, а также намечавшийся отъезд Торстена Сёдерйельма, ставшего незаменимым лицом в редакции издания, заграницу. Несмотря на закрытие журнала, эвтерписты продолжали регулярные встречи, пусть и меняющимся со временем составом.

## Эвтерписты
Круг культурных и общественных деятелей, публиковавшихся в журнале, либо принадлежащих к сообществу вокруг него, включал композитора Яна Сибелиуса, филолога Торстена Сёдерйельма, литературоведа Гуннара Кастрена и других.
Не все эвтерписты публиковались в журнале, а встречи кружка были неформальными и не протоколировались. Как следствие, однозначно идентифицировать всех членов художественного объединения невозможно. По оценке исследователя Улофа Мустелина, помимо Лагерборга, Грипенберга и Сёдерйельма, к эвтерпистам можно отнести следующих художественных и общественных деятелей :

| - литературовед Альвар Тёрнудд - педагог Алексис фон Кремер - лингвист Жан Пуаро - литературовед Эмиль Хассельблатт - врач Карл фон Кремер - хирург Бирегр Рунеберг - книгоиздатель Андерс Вернер Нюландер - археолог Бьёрн Седерхарф | - архитектор Сигурд Фростерус - юрист Лео Эрнрот - библиограф Рагнар Дальберг - журналист Эрнст фон Вендт - физиолог Клас Холмберг - литературовед Гуннар Кастрен - архитектор Густав Стренгель - филолог Эмиль Зиллиакус | - архитектор Карл Франкенхеузер - философ Рольф Теслефф - зоолог Гарри Федерли - астроном Рагнар Фуруйельм - литературовед Улаф Хомен - писатель Карл Адольф аф Нюборг |